# 賴屈拉鄉

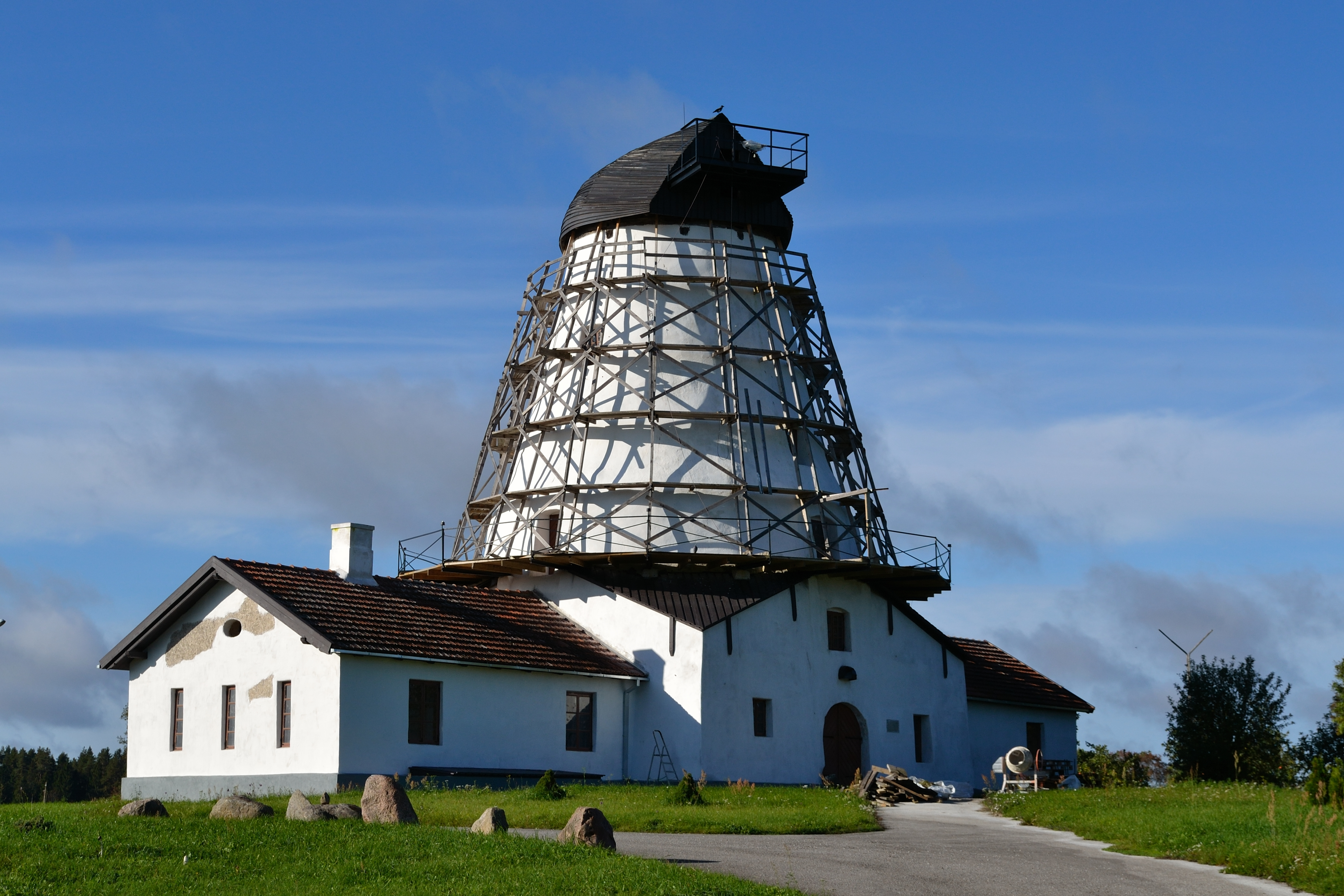
耶尔瓦坎迪风车

賴屈拉鄉，曾是愛沙尼亞拉普拉縣的一個鄉村型市镇，位於該國西部，行政中心設於卡巴拉，面積224平方公里，2006年人口1,754，人口密度每平方公里8人。
2017年爱沙尼亚行政改革后，賴屈拉市镇和其他市镇合并成新的拉普拉市镇。
58°56′N 24°46′E / 58.933°N 24.767°E